# Bradley Ball
Bradley Ball (* 11. August 1976 in Woodbridge) ist ein ehemaliger englischer Squashspieler. 

## Karriere
Bradley Ball  spielte von 1997 bis 2008 auf der PSA World Tour und gewann auf dieser insgesamt 16 Titel. Er stand darüber hinaus in sieben weiteren Finals. Seine beste Platzierung in der Weltrangliste war Platz 23 im Juli 2005. 1999 qualifizierte er sich erstmals für das Hauptfeld einer Weltmeisterschaft, schied aber in der Auftaktrunde aus. Zwischen 2002 und 2004 stand er drei weitere Male im Hauptfeld, wo er abermals nicht über die Auftaktrunde hinauskam. Auch bei seiner letzten Teilnahme 2007 schied er bereits in der ersten Runde aus. Bei der Europameisterschaft 2005 erreichte er das Halbfinale.
Nach seinem Karriereende nahm er eine Trainertätigkeit in New York City auf.

## Erfolge
- Gewonnene PSA-Titel: 16